# Ballard Down

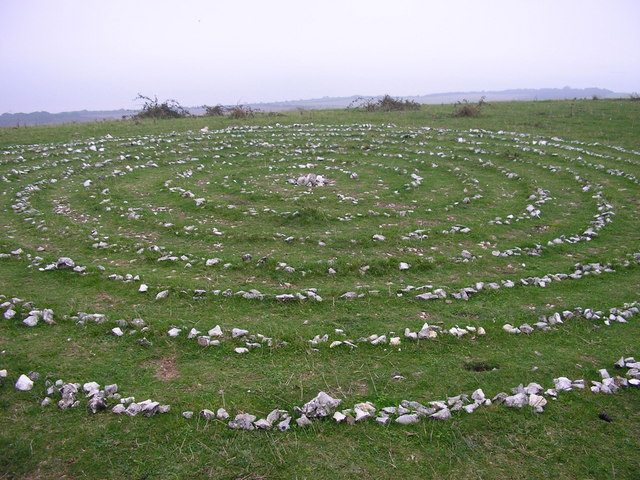
Labyrinth von Ballard Down

Ballard Down ist ein Bereich des offenen Kreidefelsen auf der Isle of Purbeck, Grafschaft Dorset an der Südküste von England, rund 17 Kilometer südwestlich von Bournemouth.
Es bildet eine Landzunge namens Ballard Point zwischen Studland Bucht und Swanage Bucht am Ärmelkanal. Ballard Down liegt etwa neun Kilometer südlich der Stadt Poole. Bei der Ballard Down Old Harry Rocks, Handfast Point, beginnt die Jurassic Coast (ein Weltnaturerbe).